# Gil Boa
Gil Boa (n. 8 august 1924, Montréal, provincia Québec, Canada – d. 7 septembrie 1973, St. Catharines, Ontario, Canada) a fost un trăgător de tir ce a reprezentat Canada, medaliat olimpic. A participat la 5 ediții ale Jocurilor Olimpice (1952, 1956, 1960, 1964, 1972) în care a câștigat o medalie de bronz.